# Station Southampton Airport Parkway
Southampton Airport Parkway is een spoorwegstation van National Rail in Southampton Airport, Eastleigh, Eastleigh in Engeland. Het station is eigendom van Network Rail en wordt beheerd door South Western Railway. 